# Stor-Dammsjön, Ångermanland
Stor-Dammsjön är en sjö i Örnsköldsviks kommun i Ångermanland och ingår i Ångermanälvens huvudavrinningsområde.